# Cymatopus flavipes
Cymatopus flavipes är en tvåvingeart som beskrevs av Neal L. Evenhuis 2005. Cymatopus flavipes ingår i släktet Cymatopus och familjen styltflugor.
Artens utbredningsområde är Nya Kaledonien. Inga underarter finns listade i Catalogue of Life.